# Болесов, Иван Егорович
Ива́н Его́рович Болесов (1917—1940) — советский танкист. Участник Советско-финской войны. Герой Советского Союза (1940, посмертно). Механик-водитель танка «Т-26» 62-го сводного легкотанкового полка 86-й стрелковой дивизии 28-го стрелкового корпуса 7-й армии Северо-Западного фронта. Младший командир.

## Биография

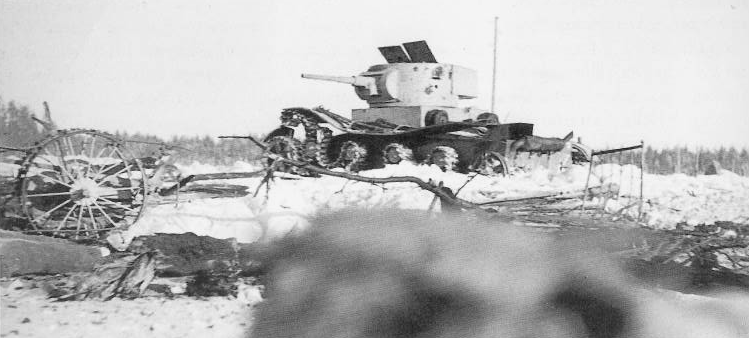
Подбитый советский Т-26

Иван Егорович Болесов родился в 1917 году в селе Колокольцовка Николаевского уезда Самарской губернии России (ныне Красноармейского района Самарской области Российской Федерации) в крестьянской семье. Русский.
После окончания семилетней сельской школы Иван Болесов работал в колхозе.
В ряды Рабоче-крестьянской Красной Армии Ивана Болесова призвали в 1937 году и направили в танковую школу. После её окончания в 1939 году младший командир И. Е. Болесов получил назначение в 62-й сводный легкотанковый полк, который дислоцировался на Западной Украине в городе Грудек-Ягеллонский (ныне Городок Львовской области Украины).
В феврале 1940 года в самый разгар советско-финской войны 62-й танковый полк под командованием майора И. В. Васильева был переброшен на Северо-Западный фронт и вошёл в состав 86-й стрелковой дивизии 28-го стрелкового корпуса 7-й армии. Перед 28-м стрелковым корпусом была поставлена задача форсировать Выборгский залив по льду и захватить плацдарм на его западном берегу, перерезав дорогу Выборг-Хельсинки (ныне трасса «Скандинавия» М10E 18).
Наступление началось 2 марта 1940 года. Механик-водитель танка Т-26 младший командир И. Е. Болесов отличился 3 марта в бою за остров Туппуран-Саари (ныне остров Вихревой). Командир танка — старший лейтенант Н. Я. Клыпин, башенный стрелок — красноармеец В. К. Пислегин. Умело маневрируя на поле боя, Болесов позволил экипажу танка уничтожить 2 противотанковых орудия, один ДОТ и 3 хорошо укреплённых здания. Когда танк был подожжён финнами, экипаж сбил пламя и продолжил бой. На рассвете 5 марта подразделения 28-го стрелкового корпуса достигли западного побережья Выборгского залива и захватили плацдарм, который в результате боёв к утру 6 марта был расширен до 40 километров по фронту и на 1 километр в глубину. Шоссе Выборг-Хельсинки было перерезано в районе Вилайоки — Тайкина. Шоссе имело важное стратегическое значение, так как по нему осуществлялось снабжение войск на Карельском перешейке, а также с него открывался путь на столицу Финляндии. Поэтому бои на этом участке фронта носили ожесточенный характер до самого конца войны. В этих боях 13 марта 1940 года незадолго до вступления в силу мирного договора Иван Болесов погиб.
Похоронили его в братской могиле в северо-западной части полуострова Бычья Голова (братская могила № 57).
21 марта 1940 года указом Президиума Верховного Совета СССР младшему командиру Ивану Егоровичу Болесову было присвоено звание Героя Советского Союза посмертно.

## Награды
- Медаль «Золотая Звезда» (21.03.1940, посмертно).
- Орден Ленина (21.03.1940, посмертно).

## Примечание
1. ↑  В большинстве источников местом захоронения И. Е. Болесова называется мыс Хряппен-Ниеми — искажённое финское название Хярянпяянниеми.